# 尼德河畔泰坦
尼德河畔泰坦（法語：Teting-sur-Nied，法語發音：[tetɛ̃ syʁ nje]；洛林法兰克语：Tétingen）是法国摩泽尔省的一个市镇，属于福尔巴克-布莱摩泽尔区和福尔克蒙城市公共社区。

## 地理
尼德河畔泰坦（49°3'26"N, 6°39'49"E）面积9.83 平方千米，位于法国大東部大區摩泽尔省，该省份为法国东北部内陆省份，是洛林的一部分，西南接默尔特-摩泽尔省，东临下莱茵省，北与卢森堡和德国接壤。
与尼德河畔泰坦接壤的市镇（或旧市镇、城区）包括：福尔什维莱尔、盖斯兰埃默兰、洛德勒方、莱兰、蓬皮埃尔。

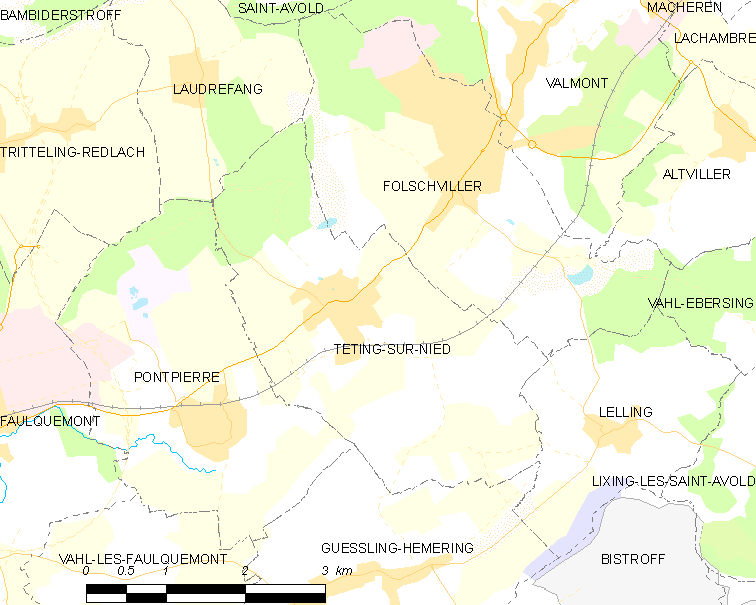
尼德河畔泰坦的OSM定位图

尼德河畔泰坦的时区为UTC+01:00、UTC+02:00（夏令时）。

## 行政
尼德河畔泰坦的邮政编码为57385，INSEE市镇编码为57668。

## 政治
尼德河畔泰坦所属的省级选区为福尔克蒙县。

## 人口

1962-2008年间尼德河畔泰坦人口变化图示

尼德河畔泰坦于2022年1月1日时的人口数量为1260人。